# UCI-Cyclocross-Saison 2014/15
Die Cyclocross-Saison 2014/2015 reichte vom 1. September 2014 bis zum 28. Februar 2015. Sie bestand aus den im internationalen UCI-Kalender registrierten Cyclocrossrennen.

## Klassifikation
Zum internationalen Cyclocross-Kalender gehörten folgende Rennklassen (siehe auch UCI-Kategorie):
- die Weltmeisterschaften (CM) Ende Januar/Anfang Februar;
- die kontinentalen Meisterschaften in Europa und in Amerika (CC);
- die nationalen Meisterschaften (CN), die über die Saison verteilt stattfanden, meist aber Anfang Januar;
- die 6 Rennen des Weltcups 2014/2015 (CDM);
- zahlreiche weitere Rennen der Klassen C1 und C2.

Die C1- und C2-Rennen gehörten oft nationalen Rennserien an, worunter die Superprestige-Serie und Bpost Bank Trofee in Belgien hervorstachen. Daneben gab es weitere Rennen auf den nationalen Kalendern der einzelnen Radsportverbände, die an dieser Stelle nicht berücksichtigt sind.

## Kalender
Die untenstehende Liste führt die Weltcup-Rennen sowie die der Klassen C1 und C2 auf. Es sind nur die Sieger der Kategorie Elite genannt.
| Datum         | Ort               | Rennen                                       | Klasse | Sieger                 | Siegerin                  |
| ------------- | ----------------- | -------------------------------------------- | ------ | ---------------------- | ------------------------- |
| 6. Sep. 2014  | Breinigsville     | Nittany Lion Cross 1                         | C2     | Jacob Lasley           | Gabriella Durrin          |
| 7. Sep. 2014  | Breinigsville     | Nittany Lion Cross 2                         | C2     | Stephen Hyde           | Laura Van Gilder          |
| 10. Sep. 2014 | Las Vegas         | Crossvegas                                   | C1     | Sven Nys               | Meredith Miller           |
| 13. Sep. 2014 | Boulder           | US Open of Cyclo-cross                       | C2     | Jeremy Powers          | Katherine Compton         |
| 14. Sep. 2014 | Baden             | Süpercross Baden (EKZ CrossTour #1)          | C1     | Francis Mourey         | Eva Lechner               |
| 14. Sep. 2014 | Boulder           | Boulder Cup                                  | C1     | Jeremy Powers          | Katherine Compton         |
| 20. Sep. 2014 | Waterloo          | Trek CXC Cup #1                              | C1     | Jeremy Powers          | Katherine Compton         |
| 20. Sep. 2014 | Baltimore         | Charm City Cross #1                          | C2     | Cameron Dodge          | Helen Wyman               |
| 21. Sep. 2014 | Erpe-Mere         | Steenbergcross                               | C2     | Klaas Vantornout       | nicht ausgetragen         |
| 21. Sep. 2014 | Waterloo          | Trek CXC Cup #2                              | C2     | Jeremy Powers          | Katherine Compton         |
| 21. Sep. 2014 | Baltimore         | Charm City Cross #2                          | C2     | Stephen Hyde           | Helen Wyman               |
| 27. Sep. 2014 | Loštice           | Toi Toi Cup #1                               | C2     | Michael Boroš          | nicht ausgetragen         |
| 27. Sep. 2014 | Neerpelt          | GP Neerpelt (Soudal Classics)                | C2     | Sven Nys               | Sanne Cant                |
| 27. Sep. 2014 | Gloucester        | Verge NECXS #1                               | C2     | Jeremy Powers          | Helen Wyman               |
| 28. Sep. 2014 | Illnau            | Radcross Illnau                              | C2     | Tim Merlier            | Marlène Petit             |
| 28. Sep. 2014 | Gloucester        | Verge NECXS #2                               | C2     | Jeremy Powers          | Caroline Mani             |
| 4. Okt. 2014  | Louny             | Toi Toi Cup #2                               | C1     | Jakub Skála            | nicht ausgetragen         |
| 4. Okt. 2014  | Udiča-Prosné      | CX Marikovská Dolina                         | C2     | Martin Haring          | nicht ausgetragen         |
| 4. Okt. 2014  | Providence        | Providence CX Festival #1                    | C1     | Jeremy Powers          | Katherine Compton         |
| 5. Okt. 2014  | Dielsdorf         | EKZ CrossTour #2                             | C1     | Francis Mourey         | Eva Lechner               |
| 5. Okt. 2014  | Gieten            | Veldrit Gieten (Superprestige #1)            | C1     | Mathieu van der Poel   | Sanne Cant                |
| 5. Okt. 2014  | Udiča-Prosné      | CX Finance Centrum                           | C2     | Matej Lasák            | nicht ausgetragen         |
| 5. Okt. 2014  | Providence        | Providence CX Festival #2                    | C2     | Stephen Hyde           | Katherine Compton         |
| 11. Okt. 2014 | ’s-Hertogenbosch  | Grote Prijs van Brabant                      | C2     | Lars van der Haar      | Helen Wyman               |
| 11. Okt. 2014 | Uničov            | Toi Toi Cup #3                               | C2     | Michael Boroš          | nicht ausgetragen         |
| 11. Okt. 2014 | Rochester         | Ellison Park CX Festival #1                  | C1     | Jeremy Powers          | Caroline Mani             |
| 12. Okt. 2014 | Ronse             | GP Mario De Clercq (Bpost Bank Trofee #1)    | C1     | Sven Nys               | Sophie de Boer            |
| 12. Okt. 2014 | Shrewsbury        | National Trophy Series #1                    | C2     | Ian Field              | nicht ausgetragen         |
| 12. Okt. 2014 | Besançon          | Coupe de France #1                           | C2     | Francis Mourey         | Marlène Petit             |
| 12. Okt. 2014 | Helsingør         | Kronborg Cyclocross                          | C2     | Ole Quast              | Ida Janssen               |
| 12. Okt. 2014 | Beromünster       | GP 5-Sterne-Region                           | C2     | Bryan Falaschi         | Elena Valentini           |
| 12. Okt. 2014 | Rochester         | Ellison Park CX Festival #2                  | C2     | Daniel Summerhill      | Caroline Mani             |
| 16. Okt. 2014 | Ardooie           | Kermiscross                                  | C2     | Michael Vanthourenhout | nicht ausgetragen         |
| 18. Okt. 2014 | Jamesburg         | HPCX #1                                      | C2     | Cameron Dodge          | Laura Van Gilder          |
| 19. Okt. 2014 | Valkenburg        | Weltcup #1                                   | CDM    | Lars van der Haar      | Katherine Compton         |
| 19. Okt. 2014 | Jamesburg         | HPCX #2                                      | C2     | Cameron Dodge          | Cassandra Maximenko       |
| 21. Okt. 2014 | Woerden           | Nacht van Woerden                            | C2     | Thijs van Amerongen    | Ellen Van Loy             |
| 25. Okt. 2014 | Mannheim          | Cyclocross Cup Rhein-Neckar                  | C2     | Tim Merlier            | nicht ausgetragen         |
| 25. Okt. 2014 | St. Louis         | Gateway Cross Cup #1                         | C2     | James Driscoll         | Erica Zaveta              |
| 26. Okt. 2014 | Karrantza         | Cyclo-cross de Karrantza                     | C2     | Aitor Hernández        | nicht ausgetragen         |
| 26. Okt. 2014 | Steinmaur         | Internationales Radquer Steinmaur            | C2     | Francis Mourey         | nicht ausgetragen         |
| 26. Okt. 2014 | Southampton       | National Trophy Series #2                    | C2     | Ian Field              | Adela Carter              |
| 26. Okt. 2014 | St. Louis         | Gateway Cross Cup #1                         | C2     | Brian Matter           | Sunny Gilbert             |
| 26. Okt. 2014 | Winnipeg          | Manitoba GP of Cyclocross                    | C2     | Geoff Kabush           | Catharine Pendrel         |
| 26. Okt. 2014 | Fiuggi            | Giro d’Italia Ciclocross #1                  | C2     | Gioele Bertolini       | Alice Maria Arzuffi       |
| 26. Okt. 2014 | Contern           | Grand-Prix de la Commune de Contern          | C2     | Thijs van Amerongen    | nicht ausgetragen         |
| 31. Okt. 2014 | Fairfield         | Cincy3 Harbin Park                           | C2     | Daniel Summerhill      | Kateřina Nash             |
| 1. Nov. 2014  | Oudenaarde        | Koppenbergcross (Bpost Bank Trofee #2)       | C1     | Wout van Aert          | Sophie de Boer            |
| 1. Nov. 2014  | Mason             | Cincy3 Kings CX After Dark                   | C1     | Jeremy Powers          | Kateřina Nash             |
| 1. Nov. 2014  | Hlinsko           | Toi Toi Cup #4                               | C2     | Jakub Skála            | nicht ausgetragen         |
| 1. Nov. 2014  | Marle             | Cyclo-cross international de Marle           | C2     | Clément Venturini      | nicht ausgetragen         |
| 1. Nov. 2014  | Northampton       | Verge NECXS #3                               | C2     | Stephen Hyde           | Gabriella Durrin          |
| 2. Nov. 2014  | Zonhoven          | Cyclocross Zonhoven (Superprestige #2)       | C1     | Kevin Pauwels          | Sanne Cant                |
| 2. Nov. 2014  | Hittnau           | EKZ CrossTour #3                             | C1     | Clément Venturini      | Sina Frei                 |
| 2. Nov. 2014  | Northampton       | Verge NECXS #4                               | C2     | Jerome Townsend        | Cassandra Maximenko       |
| 2. Nov. 2014  | Covington         | Cincy3 Darkhorse                             | C2     | James Driscoll         | nicht ausgetragen         |
| 2. Nov. 2014  | Portoferraio      | Giro d’Italia Ciclocross #2                  | C2     | Gioele Bertolini       | Chiara Teocchi            |
| 8. Nov. 2014  | Lorsch            | GGEW City Cross Cup #1                       | C1     | Dieter Vanthourenhout  | nicht ausgetragen         |
| 8. Nov. 2014  | Louisville        | Derby City Cup #1                            | C1     | Daniel Summerhill      | Kateřina Nash             |
| 8. Nov. 2014  | La Mézière        | Val d’Ille Intermarché Cyclo-cross Tour      | C2     | Francis Mourey         | nicht ausgetragen         |
| 9. Nov. 2014  | Ruddervoorde      | Cyclocross Ruddervoorde (Superprestige #3)   | C1     | Tom Meeusen            | Sanne Cant                |
| 9. Nov. 2014  | Plougasnou        | Cyclo-cross de Primel                        | C2     | Enrico Franzoi         | Lucie Chainel-Lefèvre     |
| 9. Nov. 2014  | Lorsch            | GGEW City Cross Cup #2                       | C2     | Sascha Weber           | nicht ausgetragen         |
| 9. Nov. 2014  | Louisville        | Derby City Cup #2                            | C2     | Daniel Summerhill      | Kateřina Nash             |
| 11. Nov. 2014 | Niel              | Jaarmarktcross Niel (Soudal Classics)        | C2     | Sven Nys               | Sanne Cant                |
| 11. Nov. 2014 | Quelneuc          | Cyclocross de Quelneuc                       | C2     | Francis Mourey         | Lucie Chainel-Lefèvre     |
| 14. Nov. 2014 | Iowa City         | Jingle Cross #1                              | C2     | Ben Berden             | Kateřina Nash             |
| 15. Nov. 2014 | Iowa City         | Jingle Cross #2                              | C1     | Jeremy Powers          | Kateřina Nash             |
| 15. Nov. 2014 | Holé Vrchy        | Toi Toi Cup #5                               | C2     | Vojtěch Nipl           | nicht ausgetragen         |
| 16. Nov. 2014 | Gavere            | Cyclocross Gavere (Superprestige #4)         | C1     | Klaas Vantornout       | Sanne Cant                |
| 16. Nov. 2014 | Sisteron          | Coupe de France #2                           | C2     | Clément Venturini      | Lucie Chainel-Lefèvre     |
| 16. Nov. 2014 | Madiswil          | Flückiger Cross Madiswil                     | C2     | Arnaud Grand           | nicht ausgetragen         |
| 16. Nov. 2014 | Durham            | National Trophy Series #3                    | C2     | Alex Paton             | nicht ausgetragen         |
| 16. Nov. 2014 | Iowa City         | Jingle Cross #3                              | C2     | James Driscoll         | Courtenay McFadden        |
| 22. Nov. 2014 | Koksijde          | Duinencross Koksijde (Weltcup #2)            | CDM    | Wout van Aert          | Sanne Cant                |
| 22. Nov. 2014 | Stony Point       | Supercross Cup #1                            | C2     | Cameron Dodge          | Arley Kemmerer            |
| 22. Nov. 2014 | Los Angeles       | CXLA Weekend #1                              | C2     | James Driscoll         | Kateřina Nash             |
| 23. Nov. 2014 | Spa-Francorchamps | GP Région Wallonne (Superprestige #5)        | C2     | Kevin Pauwels          | Nikki Harris              |
| 23. Nov. 2014 | Rheinfelden       | Schlosscross                                 | C2     | Marcel Wildhaber       | Elena Valentini           |
| 23. Nov. 2014 | Takashima         | Kansai Cyclocross                            | C2     | Gioele Bertolini       | Alice Maria Arzuffi       |
| 23. Nov. 2014 | Stony Point       | Supercross Cup #2                            | C2     | Kerry Werner           | Arley Kemmerer            |
| 23. Nov. 2014 | Los Angeles       | CXLA Weekend #2                              | C2     | James Driscoll         | Kateřina Nash             |
| 29. Nov. 2014 | Milton Keynes     | Weltcup #3                                   | CDM    | Kevin Pauwels          | Sanne Cant                |
| 29. Nov. 2014 | Sterling          | Verge NECXS #5                               | C2     | Curtis White           | Ellen Noble               |
| 29. Nov. 2014 | Podbrezová        | Cyclo-cross International Podbrezová         | C2     | Vincent Baestaens      | nicht ausgetragen         |
| 29. Nov. 2014 | Nobeyama          | Shinshu Cyclocross #1                        | C2     | Gioele Bertolini       | Alice Maria Arzuffi       |
| 30. Nov. 2014 | Hamme             | Flandriencross (Bpost Bank Trofee #3)        | C1     | Wout van Aert          | Sanne Cant                |
| 30. Nov. 2014 | Ternitz           | Tage des Querfeldeinsports                   | C2     | Vincent Baestaens      | nicht ausgetragen         |
| 30. Nov. 2014 | Milton Keynes     | National Trophy Series #4                    | C2     | Marcel Wildhaber       | Katherine Compton         |
| 30. Nov. 2014 | Sterling          | Verge NECXS #6                               | C2     | Kerry Werner           | Ellen Noble               |
| 30. Nov. 2014 | Nobeyama          | Shinshu Cyclocross #2                        | C2     | Gioele Bertolini       | Alice Maria Arzuffi       |
| 6. Dez. 2014  | Hasselt           | GP van Hasselt (Bpost Bank Trofee #4)        | C1     | Kevin Pauwels          | Sanne Cant                |
| 6. Dez. 2014  | Tacoma            | Waves for Water Cyclo-cross Collaboration #1 | C1     | James Driscoll         | Rachel Lloyd              |
| 6. Dez. 2014  | Kolín             | Toi Toi Cup #6                               | C2     | Jakub Skála            | nicht ausgetragen         |
| 6. Dez. 2014  | Warwick           | Verge NECXS #7                               | C2     | Curtis White           | Crystal Anthony           |
| 7. Dez. 2014  | Overijse          | Druivencross                                 | C1     | Tom Meeusen            | Sanne Cant                |
| 7. Dez. 2014  | Sitten            | Cyclocross International Sion-Valais         | C2     | Clément Venturini      | nicht ausgetragen         |
| 7. Dez. 2014  | Tacoma            | Waves for Water Cyclo-cross Collaboration #2 | C2     | Ben Berden             | Rachel Lloyd              |
| 7. Dez. 2014  | Warwick           | Verge NECXS #8                               | C2     | Curtis White           | Ellen Noble               |
| 7. Dez. 2014  | Rossano Veneto    | Giro d’Italia Ciclocross #3                  | C2     | Vincent Baestaens      | Eva Lechner               |
| 8. Dez. 2014  | Faè di Oderzo     | Ciclocross del Ponte                         | C2     | Vincent Baestaens      | Eva Lechner               |
| 13. Dez. 2014 | Antwerpen         | Scheldecross (Soudal Classics)               | C1     | Jappe Jaspers          | Sanne Cant                |
| 13. Dez. 2014 | Milovice          | Toi Toi Cup #7                               | C2     | Michael Boroš          | nationale Meisterschaften |
| 13. Dez. 2014 | Hendersonville    | North Carolina GP #1                         | C2     | Kerry Werner           | Beth Ann Orton            |
| 14. Dez. 2014 | Eschenbach        | EKZ CrossTour #4                             | C1     | Sascha Weber           | Lucie Chainel-Lefèvre     |
| 14. Dez. 2014 | Mol               | Zilvermeercross                              | C2     | Wout van Aert          | Sabrina Stultiens         |
| 14. Dez. 2014 | Bradford          | National Trophy Series #5                    | C2     | Ian Field              | nicht ausgetragen         |
| 14. Dez. 2014 | Lanarvily         | Coupe de France #3                           | C2     | Francis Mourey         | Pauline Ferrand-Prévot    |
| 14. Dez. 2014 | Hendersonville    | North Carolina GP #2                         | C2     | Kerry Werner           | Beth Ann Orton            |
| 14. Dez. 2014 | Valencia          | Cyclo-cross Ciudad de Valencia               | C2     | Aitor Hernández        | nicht ausgetragen         |
| 14. Dez. 2014 | Padua             | Giro d’Italia Ciclocross #4                  | C2     | Marco Fontana          | Chiara Teocchi            |
| 17. Dez. 2014 | Sint-Niklaas      | Waaslandcross                                | C2     | Mathieu van der Poel   | Sanne Cant                |
| 20. Dez. 2014 | Essen             | Cyclocross Essen (Bpost Bank Trofee #5)      | C1     | Wout van Aert          | Sophie de Boer            |
| 21. Dez. 2014 | Namur             | Citadelcross (Weltcup #4)                    | CDM    | Kevin Pauwels          | Kateřina Nash             |
| 26. Dez. 2014 | Heusden-Zolder    | Cyclocross Zolder (Weltcup #5)               | CDM    | Lars van der Haar      | Marianne Vos              |
| 26. Dez. 2014 | Dagmersellen      | Internationales Radquer Dagmersellen         | C2     | Francis Mourey         | Juliette Labous           |
| 26. Dez. 2014 | Differdange       | Grand Prix GEBA                              | C2     | Vincent Baestaens      | nicht ausgetragen         |
| 27. Dez. 2014 | Bredene           | Sylvestercross Bredene                       | C2     | Wout van Aert          | nicht ausgetragen         |
| 28. Dez. 2014 | Diegem            | Veldrit Diegem (Superprestige #6)            | C1     | Mathieu van der Poel   | Marianne Vos              |
| 30. Dez. 2014 | Loenhout          | Azencross (Bpost Bank Trofee #6)             | C1     | Wout van Aert          | Kateřina Nash             |
| 1. Jan. 2015  | Baal              | GP Sven Nys (Bpost Bank Trofee #7)           | C1     | Wout van Aert          | Kateřina Nash             |
| 1. Jan. 2015  | Pétange           | Grand Prix Hotel Threeland                   | C2     | David van der Poel     | nicht ausgetragen         |
| 2. Jan. 2015  | Bussnang          | Radquer Bussnang                             | C1     | David van der Poel     | Sina Frei                 |
| 2. Jan. 2015  | Surhuisterveen    | Centrumcross Surhuisterveen                  | C2     | Lars van der Haar      | Marianne Vos              |
| 3. Jan. 2015  | Lutterbach        | Cyclocross de la Solidarité                  | C2     | Fabien Canal           | nicht ausgetragen         |
| 3. Jan. 2015  | Dallas            | Resolution Cross Cup #1                      | C2     | Zach McDonald          | Crystal Anthony           |
| 3. Jan. 2015  | Kingsport         | Kingsport Cyclo-cross Cup                    | C2     | Travis Livermon        | Allison Arensman          |
| 4. Jan. 2015  | Leuven            | Stellacross (Soudal Classics)                | C1     | Mathieu van der Poel   | Sabrina Stultiens         |
| 4. Jan. 2015  | Derby             | National Trophy Series #6                    | C2     | Grant Ferguson         | nicht ausgetragen         |
| 4. Jan. 2015  | Dallas            | Resolution Cross Cup #2                      | C2     | Zach McDonald          | Ellen Noble               |
| 6. Jan. 2015  | Rom               | Giro d’Italia Ciclocross #5                  | C1     | Marco Fontana          | Eva Lechner               |
| 12. Jan. 2015 | Otegem            | Cyclocross Otegem                            | C2     | Kevin Pauwels          | Sanne Cant                |
| 17. Jan. 2015 | Zonnebeke         | Kasteelcross Zonnebeke                       | C2     | Wout van Aert          | nicht ausgetragen         |
| 17. Jan. 2015 | Mailand           | Trofeo Mamma & Papà Guerciotti               | C2     | Stan Godrie            | Alice Maria Arzuffi       |
| 18. Jan. 2015 | Nommay            | GP Nommay                                    | C2     | Francis Mourey         | Lucie Chainel-Lefèvre     |
| 18. Jan. 2015 | Leudelange        | Grand Prix Möbel Alvisse                     | C2     | Joeri Adams            | nicht ausgetragen         |
| 24. Jan. 2015 | Rucphen           | Internationale Cyclocross Rucphen            | C2     | Lars van der Haar      | Nikki Harris              |
| 25. Jan. 2015 | Hoogerheide       | GP Adrie van der Poel (Weltcup #6)           | CDM    | Mathieu van der Poel   | Eva Lechner               |
| 4. Feb. 2015  | Maldegem          | Parkcross Maldegem                           | C2     | Kevin Pauwels          | Sanne Cant                |
| 7. Feb. 2015  | Lille             | Krawatencross (Bpost Bank Trofee #8)         | C1     | Mathieu van der Poel   | Sanne Cant                |
| 8. Feb. 2015  | Hoogstraten       | Aardbeiencross (Superprestige #7)            | C1     | Mathieu van der Poel   | Sanne Cant                |
| 14. Feb. 2015 | Middelkerke       | Noordzeecross (Superprestige #8)             | C1     | Kevin Pauwels          | Sanne Cant                |
| 15. Feb. 2015 | Eeklo             | GP Stad Eeklo                                | C2     | Wout van Aert          | Sanne Cant                |
| 21. Feb. 2015 | Heerlen           | Internationale Cyclocross Heerlen            | C1     | Mathieu van der Poel   | Sanne Cant                |
| 22. Feb. 2015 | Oostmalle         | Internationale Sluitingsprijs                | C1     | Wout van Aert          | Sanne Cant                |

## Wertungen
| Serie                  | Land           | Sieger               | Siegerin            |
| ---------------------- | -------------- | -------------------- | ------------------- |
| Weltcup                | international  | Kevin Pauwels        | Sanne Cant          |
| Superprestige          | Belgien        | Mathieu van der Poel | keine Gesamtwertung |
| Bpost Bank Trofee      | Belgien        | Wout van Aert        | Ellen Van Loy       |
| Coupe de France        | Frankreich     | Francis Mourey       | Marlène Petit       |
| National Trophy Series | Großbritannien | Ian Smith            | Amira Mellor        |
| Giro d’Italia          | Italien        | Gioele Bertolini     | Alice Maria Arzuffi |
| EKZ CrossTour          | Schweiz        | Clément Venturini    | Eva Lechner         |
| Toi Toi Cup            | Tschechien     | Jakub Skála          | unbekannt           |

## Meisterschaften

### Welt- und Kontinentalmeisterschaften
| Bereich                    | Datum                | Ort       | Meister              | Meisterin              |
| -------------------------- | -------------------- | --------- | -------------------- | ---------------------- |
| Weltmeisterschaften        | 31. Jan–1. Feb. 2015 | Tábor     | Mathieu van der Poel | Pauline Ferrand-Prévot |
| Europameisterschaften      | 9. Nov. 2014         | Lorsch    | nicht ausgetragen    | Sanne Cant             |
| Panamerika-Meisterschaften | 2. Nov. 2015         | Covington | nicht ausgetragen    | Katherine Compton      |

### Nationale Meisterschaften
| Land               | Datum         | Ort            | Landesmeister         | Landesmeisterin        |
| ------------------ | ------------- | -------------- | --------------------- | ---------------------- |
| Belgien            | 11. Jan. 2015 | Erpe-Mere      | Klaas Vantornout      | Sanne Cant             |
| Dänemark           | 11. Jan. 2015 | Fredericia     | Benjamin Justesen     | Annika Langvad         |
| Deutschland        | 11. Jan. 2015 | Borna          | Marcel Meisen         | Jessica Lambracht      |
| Finnland           | 19. Okt. 2014 | Tampere        | Olli Miettinen        | Suvi Kangaskokko       |
| Frankreich         | 11. Jan. 2015 | Pontchâteau    | Clément Lhotellerie   | Pauline Ferrand-Prévot |
| Großbritannien     | 11. Jan. 2015 | Abergavenny    | Ian Field             | Helen Wyman            |
| Irland             | 11. Jan. 2015 | Dublin         | David Montgomery      | Francine Meehan        |
| Italien            | 11. Jan. 2015 | Pezze di Greco | Marco Aurelio Fontana | Eva Lechner            |
| Japan              | 14. Dez. 2014 | Murata         | Yu Takenouchi         | Ayako Toyooka          |
| Kanada             | 25. Okt. 2014 | Winnipeg       | Mike Garrigan         | Catharine Pendrel      |
| Kroatien           | 11. Jan. 2015 | Šibenik        | Filip Turk            | Gloria Musa            |
| Luxemburg          | 11. Jan. 2015 | Bruch          | Christian Helmig      | Christine Majerus      |
| Niederlande        | 11. Jan. 2015 | Veldhoven      | Mathieu van der Poel  | Marianne Vos           |
| Österreich         | 11. Jan. 2015 | Laßnitzhöhe    | Alexander Gehbauer    | Nadja Heigl            |
| Polen              | 11. Jan. 2015 | Bytów          | Marek Konwa           | Olga Wasiuk            |
| Portugal           | 11. Jan. 2015 | Barcelos       | Mario Costa           | Isabel Caetano         |
| Schweden           | 15. Nov. 2014 | Göteborg       | Fredrin Edin          | Ida Jansson            |
| Schweiz            | 11. Jan. 2015 | Aigle          | Julien Taramarcaz     | Sina Frei              |
| Slowakei           | 13. Dez. 2014 | Trnava         | Martin Haring         | Janka Keseg Števková   |
| Spanien            | 11. Jan. 2015 | Gijón          | Aitor Hernández       | Rocío Gamonal          |
| Tschechien         | 10. Jan. 2015 | Slaný          | Adam Ťoupalík         | Kateřina Nash          |
| Ungarn             | 11. Jan. 2015 | Gyula          | Gábor Fejes           | Barbara Benkó          |
| Vereinigte Staaten | 11. Jan. 2015 | Austin         | Jeremy Powers         | Katherine Compton      |